# (24480) Glavin
(24480) Glavin est un astéroïde de la ceinture principale.

## Description
(24480) Glavin est un astéroïde de la ceinture principale. Il fut découvert le 19 novembre 2000 à la station Anderson Mesa par le programme LONEOS. Il présente une orbite caractérisée par un demi-grand axe de 2,77 UA, une excentricité de 0,04 et une inclinaison de 11,2° par rapport à l'écliptique.

## Compléments